# Fung Yuen
Fung Yuen är en dal i Hongkong (Kina). Den ligger i den norra delen av Hongkong.